# Sinaida Jewgenjewna Serebrjakowa
Sinaida Jewgenjewna Serebrjakowa (russisch Зинаи́да Евге́ньевна Серебряко́ва, wiss. Transliteration Zinaida Evgen'evna Serebrjakova; geboren 30. Novemberjul. / 12. Dezember 1884greg. auf dem Landgut Neskutschnoje, Ujesd Belgorod, Gouvernement Kursk, Russisches Kaiserreich; gestorben 19. September 1967 in Paris) war eine russisch-französische Malerin und Vertreterin des russischen Impressionismus, die seit ihrer Emigration 1924 in Frankreich lebte.

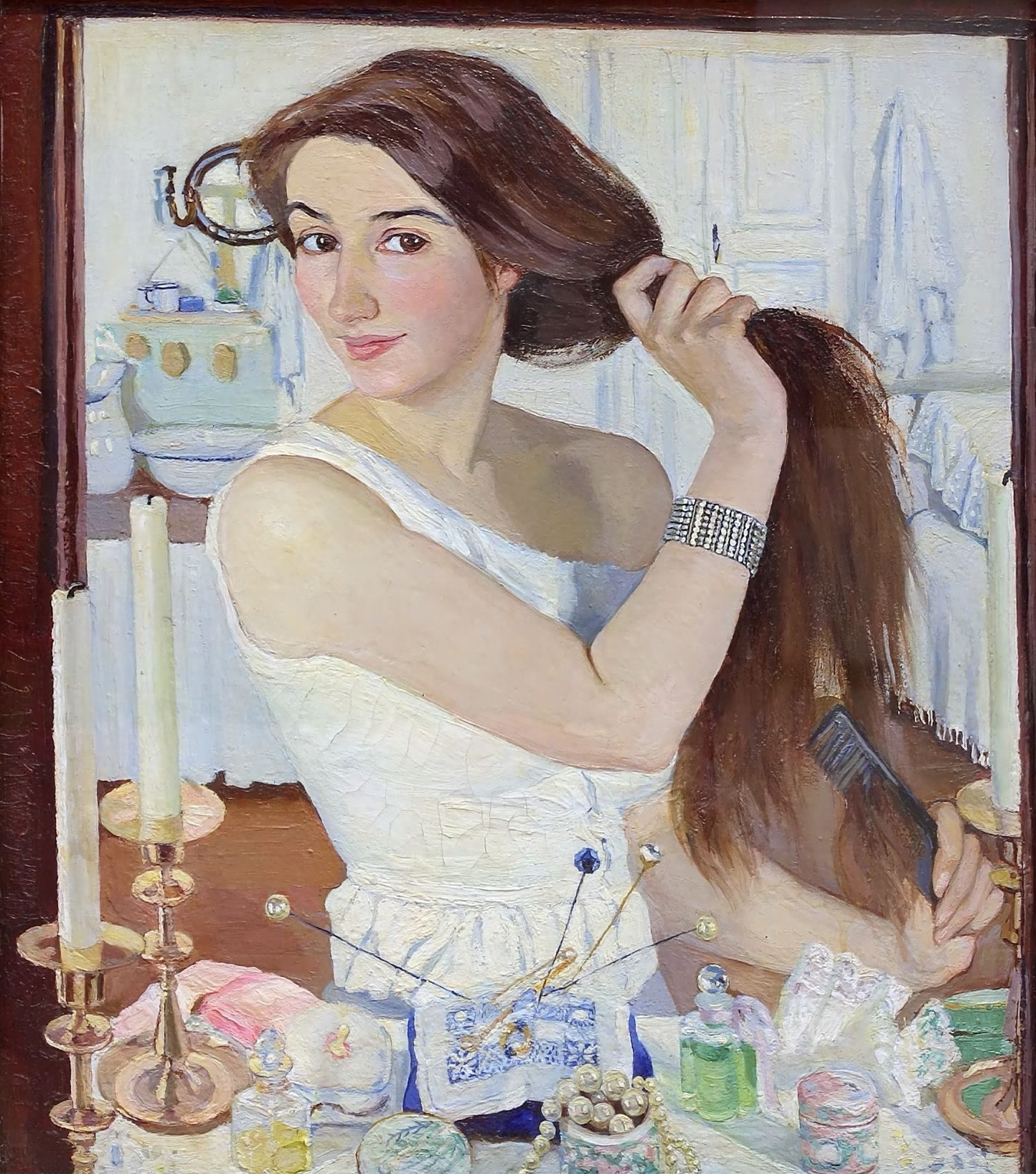
Selbstporträt Am Toilettentisch (1909)

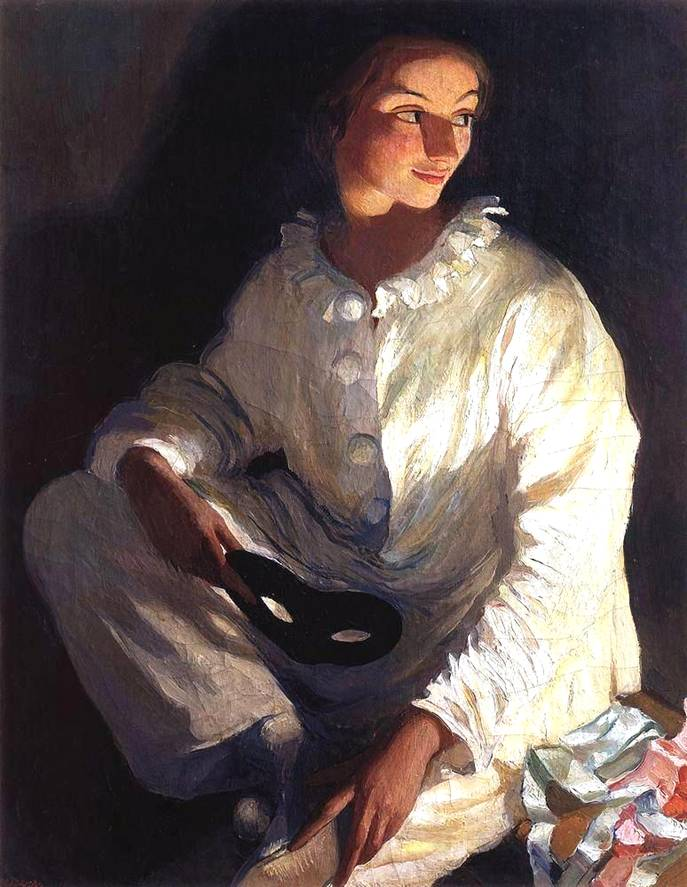
Selbstporträt als Pierrot (1911)

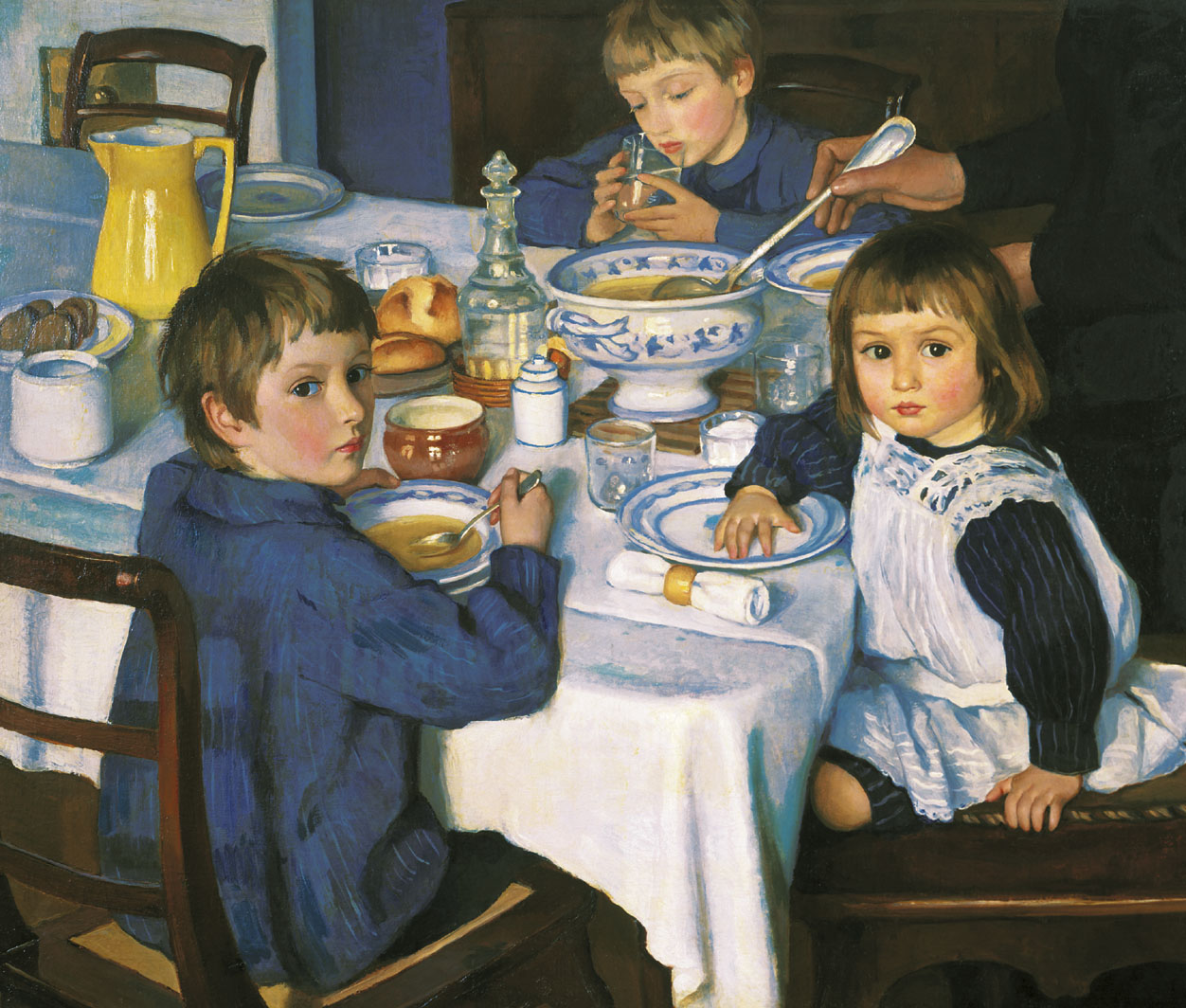
Beim Frühstück (1914)

## Leben und Werk
Sinaida Jewgenjewna Lansere wurde in eine großbürgerliche Künstlerfamilie geboren, ein Großvater, Nikolai Leontjewitsch Benois, war Architekt, der Bruder ihrer Mutter, Alexander Nikolajewitsch Benois, war als Maler Mitgründer der Künstlergruppe Mir Iskusstwa. Ihr Vater Jewgeni Alexandrowitsch Lansere war ein Bildhauer. Der Bruder Nikolai Jewgenjewitsch Lansere wurde als Architekt bekannt, ein anderer, Jewgeni Jewgenjewitsch Lansere, als sowjetischer Monumentalmaler. Ein jüngerer Verwandter war der Schauspieler Peter Ustinov.
Nach dem Abitur besuchte sie ab dem Jahr 1900 private Kunstschulen und die Akademie der Bildenden Künste in Sankt Petersburg und hatte Ilja Repin und Ossip Bras als Lehrer. Sie reiste nach Italien und besuchte 1906 in Paris die Académie de la Grande Chaumière.
1905 heiratete sie den Ingenieur Boris Serebrjakow (1882–1919), einen Cousin. Sie hatten vier Kinder, Jewgeni, Tatjana, Alexander und Jekaterina.
1910 erregte sie mit ihrem Spiegelbild Am Toilettentisch großes Aufsehen in einer Ausstellung der Gruppe „Mir Iskusstwa“. Das Bild wurde sofort von der Tretjakow-Galerie angekauft. In die Malergruppe wurde sie 1911 aufgenommen, war dort mit ihrem Malstil aber eher eine Außenseiterin. Ihr Mann starb 1919 an Typhus, und die infolge der Oktoberrevolution enteignete Familie musste sich durchschlagen. Sinaida Serebrjakowa hatte für das Archäologische Museum in Charkiw und das Tschechow-Kunsttheater Moskau gearbeitet und einige Pastelle ihrer Tochter Tatjana gemalt, während diese Ballettschülerin am Mariinski-Theater war, als sie 1924 einen Malauftrag in Paris erhielt. Sie blieb in der Emigration und konnte ihre beiden jüngeren Kinder Alexander (1907–1994) und Jekaterina (1913–2014) nachholen, während die älteren Kinder in der Sowjetunion blieben.
Im Zweiten Weltkrieg erhielt sie die französische Staatsbürgerschaft. Nach dem XX. Parteitag der KPdSU wurden Serebrjakowas Arbeiten 1960 wieder in Moskau und 1966 auch in Leningrad und Kiew gezeigt und fanden dort großen Anklang, sie selbst war für eine Reise in die Sowjetunion zu diesem Zeitpunkt schon zu krank.
Sie starb 1967 und ist auf dem Russischen Friedhof von Sainte-Geneviève-des-Bois beerdigt. Ein Teil ihres Nachlasses ging in die Sowjetunion.

Galerie
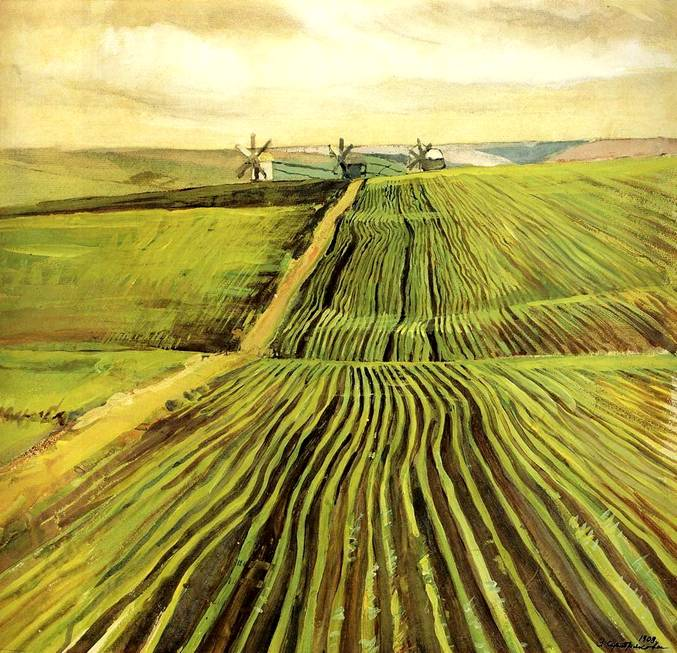
Herbst (1908)
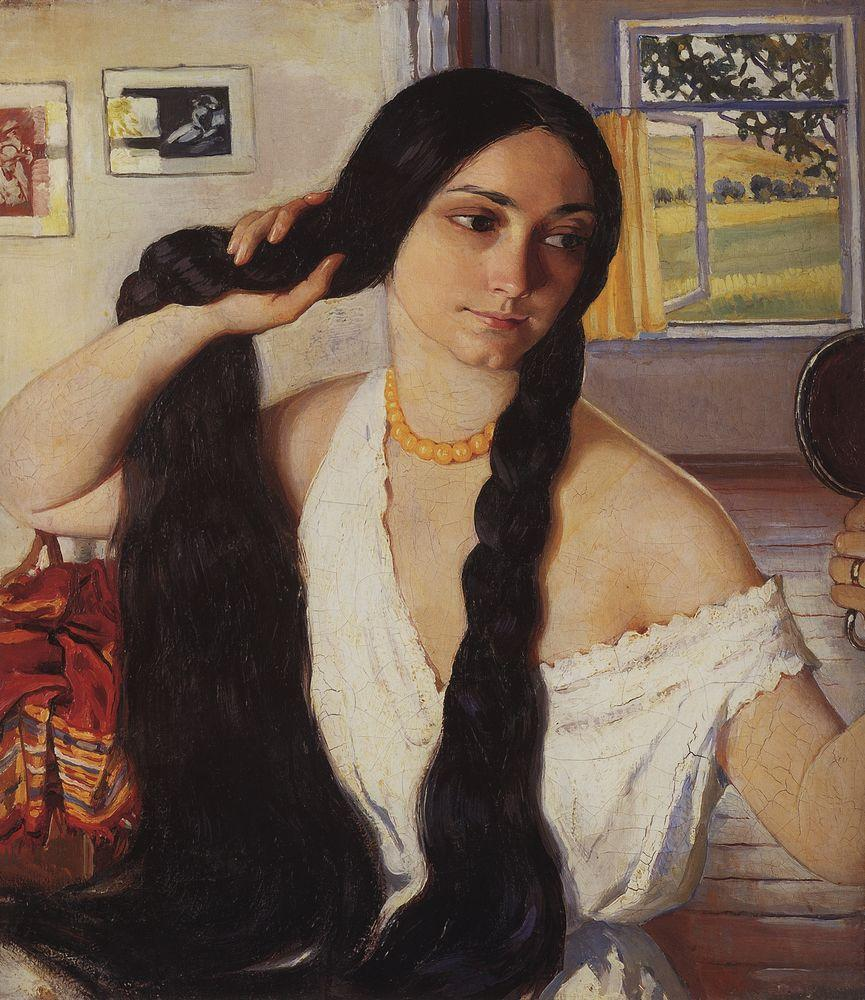
Porträt von Olga Konstantinowna Lansere (1910)
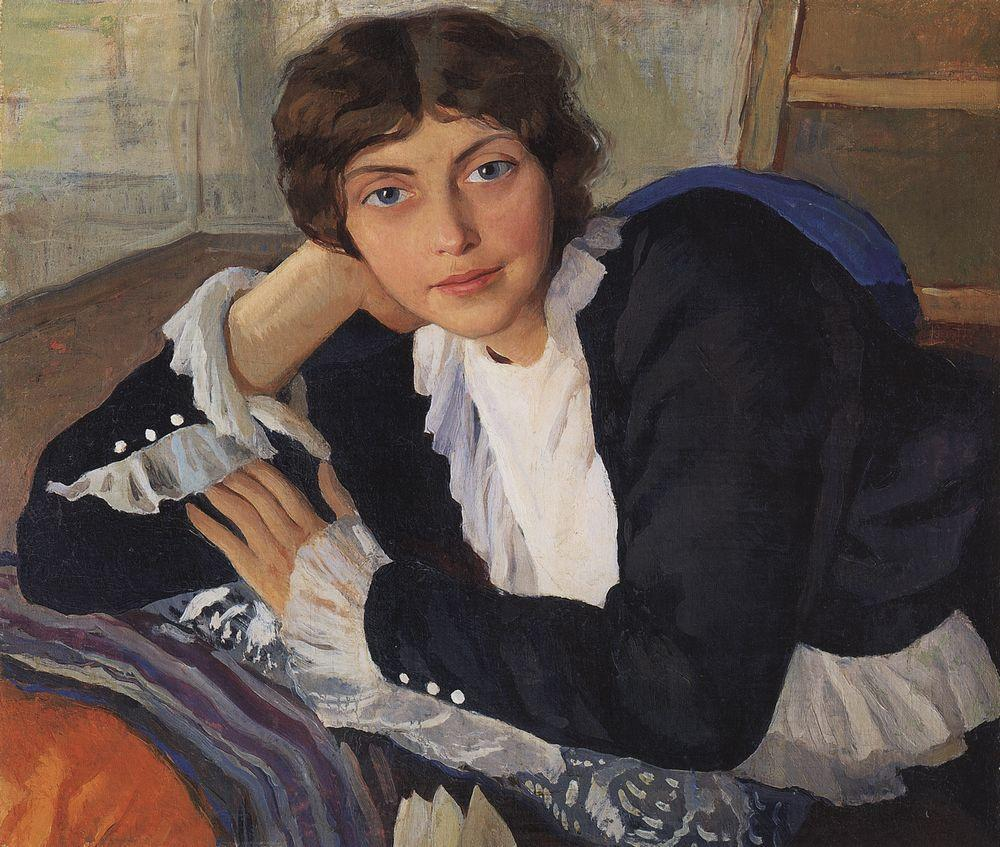
Porträt von Lola Bras (1910)
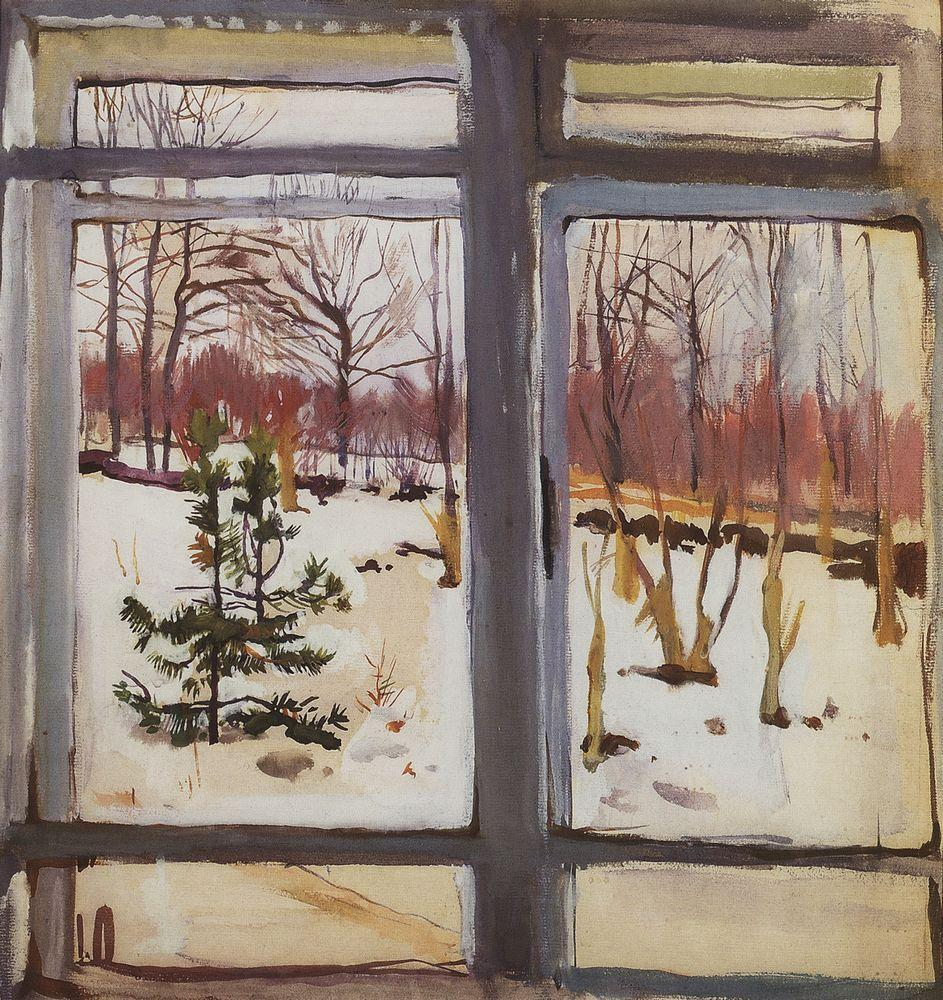
Fenster (1911)
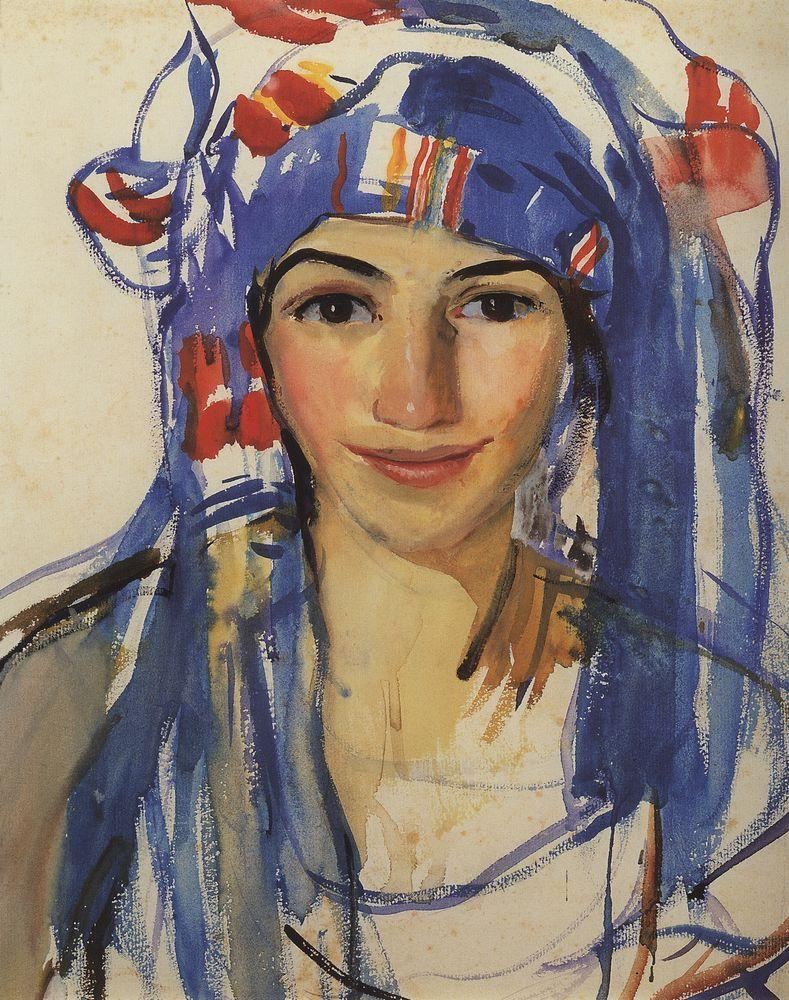
Selbstporträt mit Schal (1911)
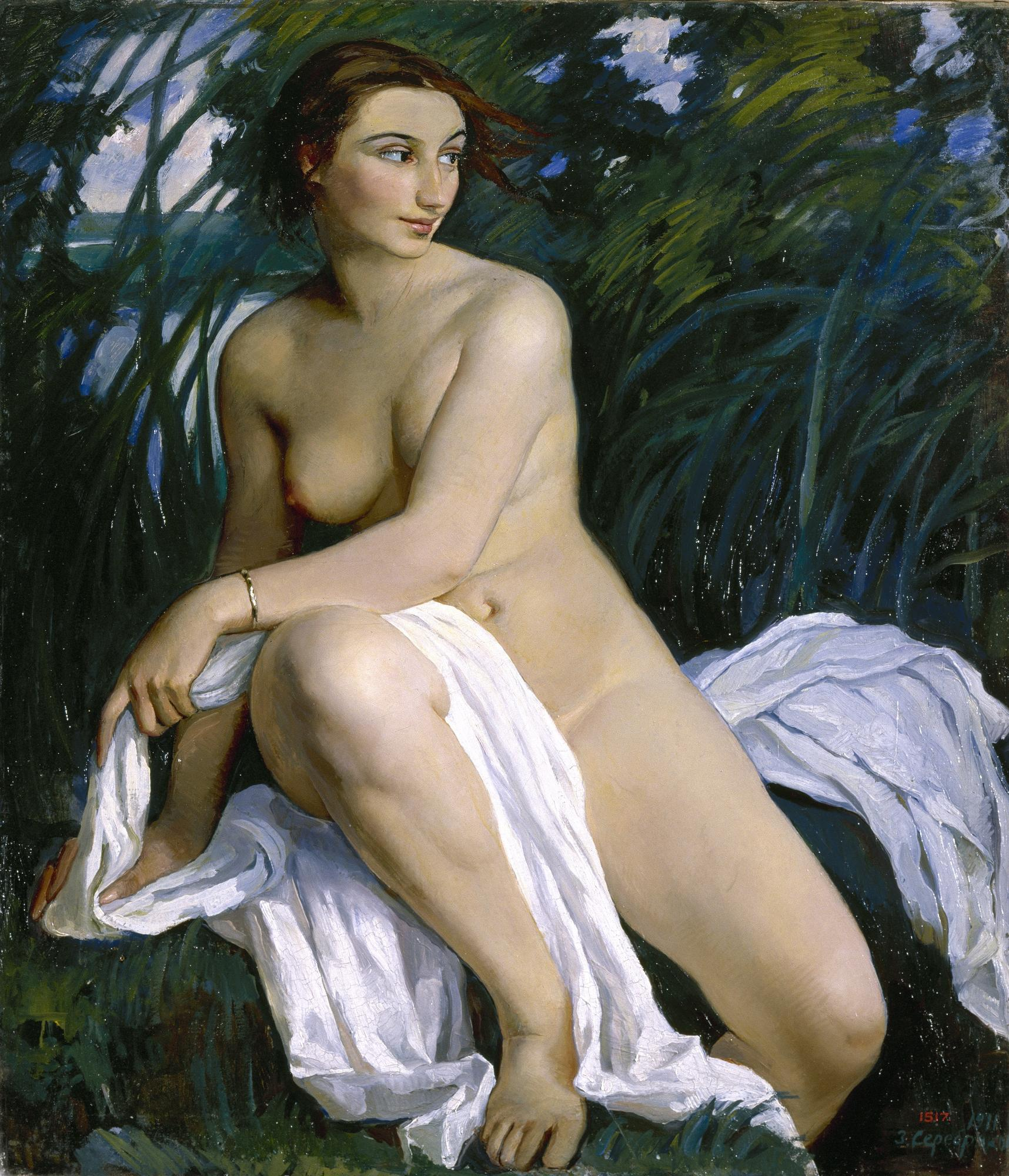
Badende (1911)
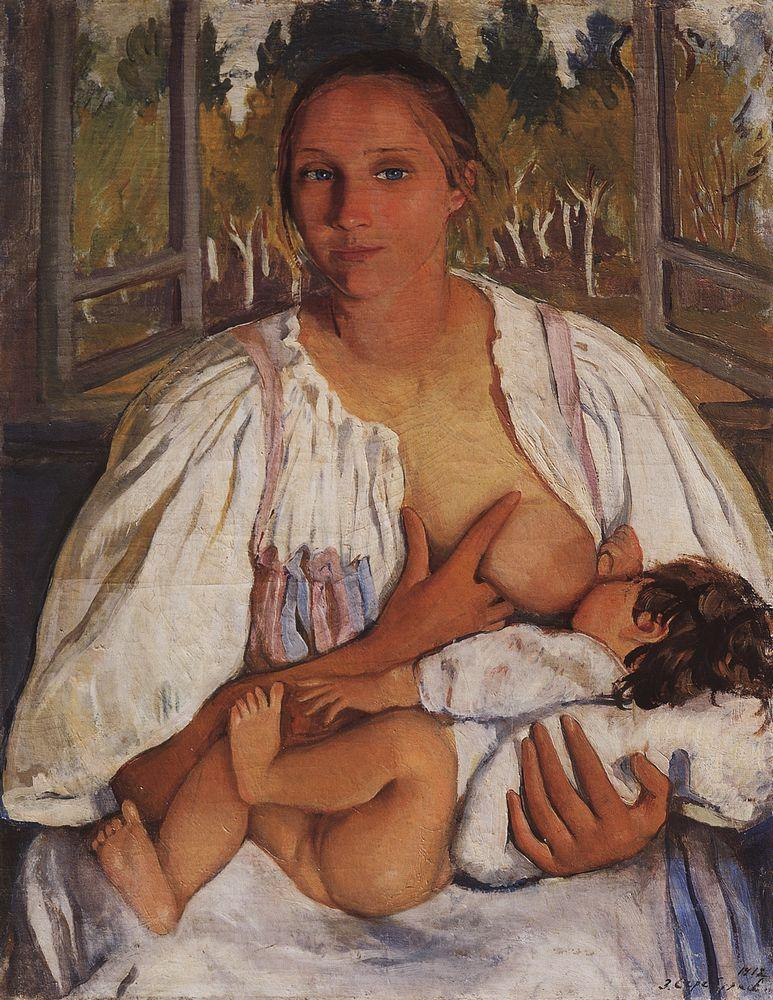
Amme mit Kind (1912)
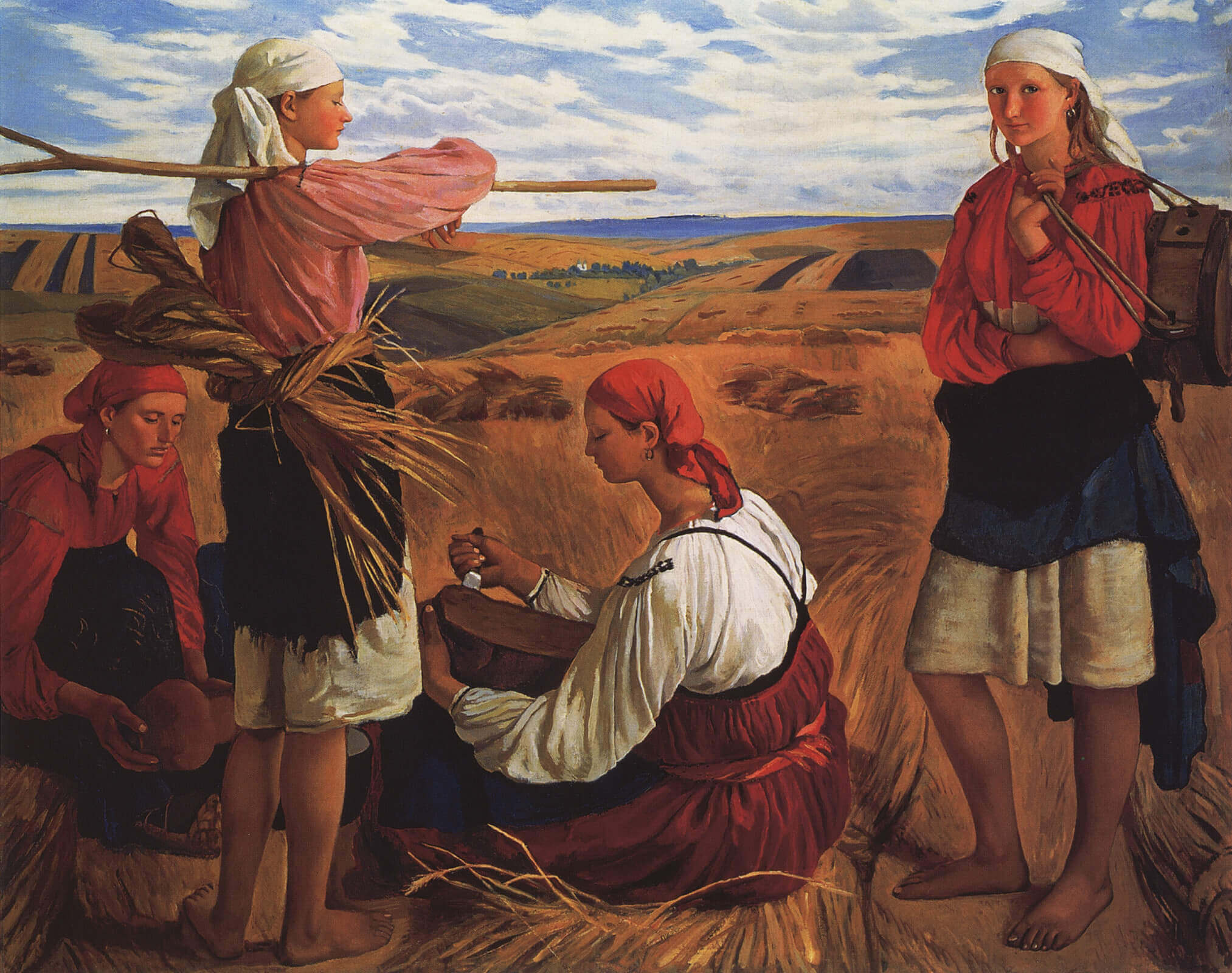
Ernte (1915)